# Mitochondriale Carrier
Mitochondriale Carrier bilden eine Familie von Transportproteinen, die zu den Carriern (Permeasen) gehören und nur in den Organell- (meist in Mitochondrien)-Membranen eukaryotischer Zellen vorkommen. Sie bestehen aus ungefähr 300 Aminosäuren und weisen in der Sekundärstruktur sechs α-Helices auf. Evolutionsbiologisch ist die Grundstruktur wahrscheinlich vor etwa zwei Milliarden Jahren durch intragenetische Gentriplikation eines Vorläufers mit zwei α-Helices entstanden.
Die Mehrzahl dieser evolutionsbiologisch miteinander verwandten, mitochondrialer Carrier katalysiert den Antiport zweier Stoffe wie Ketosäuren, Aminosäuren, Nukleotide, anorganische Ionen und Cofaktoren.
Die Transportgleichung für den Antiport lautet:
Stoff1innen + Stoff2außen  {\displaystyle \longrightarrow }  Stoff1außen + Stoff2innen.
Außerhalb von Mitochondrien wurden mitochondriale Carrier in Peroxisomen verschiedener Tiere, in Hydrogenosomen anaerob lebender Pilze und in pflanzlichen Amyloplasten gefunden. Im Menschen sind etwa 50 von ihnen bekannt; sie werden hauptsächlich von den SLC25-Genen codiert. Mutationen in elf dieser Gene können für Defekte in je einem der Proteine verantwortlich und die Ursache für (seltene) Erbkrankheiten sein, wie zum Beispiel: Defekte in der ATP/ADP-Translokase, im Carnitin-Acylcarnitin-Transporter, im Phosphat-Transporter und im Aspartat-Glutamat-Carrier.